# Tirreno-Adriatico 1997
Tirreno-Adriatico 1997 est la 32e édition de la course cycliste par étapes italienne Tirreno-Adriatico. L’épreuve se déroule entre le 12 et le 19 mars 1997, sur un parcours de 1 163 km.
Le vainqueur de la course est l'Italien Roberto Petito (Saeco).

## Classements des étapes
| Étape | Date    | Villes étapes                  | km    | Vainqueur d’étape | Leader du classement général |
| ----- | ------- | ------------------------------ | ----- | ----------------- | ---------------------------- |
| Pr.   | 12 mars | Sorrente - Sorrente (clm)      | 4,0   | Rolf Sørensen     | Rolf Sørensen                |
| 1     | 13 mars | Sorrente - Venafro             | 192,0 | Endrio Leoni      | Rolf Sørensen                |
| 2     | 14 mars | Venafro - Pescasseroli         | 131,0 | Davide Casarotto  | Roberto Petito               |
| 3     | 15 mars | Pescasseroli - Narni           | 213,0 | Michele Bartoli   | Roberto Petito               |
| 4     | 16 mars | Terni - Circuito delle Marmore | 117,0 | Giovanni Lombardi | Roberto Petito               |
| 5     | 17 mars | Ferentillo - Corinaldo         | 187,0 | Andrea Ferrigato  | Gianluca Pianegonda          |
| 6     | 18 mars | Monte Urano - Montegranaro     | 160,0 | Dimitri Konyshev  | Roberto Petito               |
| 7     | 19 mars | Grottammare - S.B del Tronto   | 159,0 | Mario Traversoni  | Roberto Petito               |

## Classement général
|    | Cycliste             | Pays   | Équipe             | Temps            |
| -- | -------------------- | ------ | ------------------ | ---------------- |
| 1  | Roberto Petito       | Italie | Saeco              | 28 h 20 min 26 s |
| 2  | Gianluca Pianegonda  | Italie | Mapei              | + 9 s            |
| 3  | Beat Zberg           | Suisse | Mercatone Uno-Wega | + 15 s           |
| 4  | Massimiliano Gentili | Italie | Cantina Tollo      | + 26 s           |
| 5  | Davide Casarotto     | Italie | Scrigno-Gaerne     | + 27 s           |
| 6  | Vassili Davidenko    | Russie | Kross-Selle Italia | + 51 s           |
| 7  | Massimo Donati       | Italie | Saeco              | + 1 min 28 s     |
| 8  | Michele Bartoli      | Italie | Maglificio MG      | + 2 min 47 s     |
| 9  | Francesco Casagrande | Italie | Saeco              | + 3 min 03 s     |
| 10 | Rodolfo Massi        | Italie | Casino             | + 3 min 06 s     |